# Castell de Munsbach
El Castell de Munsbach (en francès: Château de Munsbach) es localitza al sud-oest de la vila de Munsbach a la vora de Schuttrange en el centre de Luxemburg. Ara pertany a l'Institut Universitari Internacional de Luxemburg, que ofereix cursos de formació a les empreses, de legislació europea i gestió del sector públic.
El castell també acull la Fundació de la Universitat Europea - Campus Europae. És una xarxa d'universitats, que promou la ciutadania europea i el multilingüisme, amb l'intercanvi d'estudiants i la cooperació acadèmica.
El castell és un edifici construït el 1775 d'arquitectura barroca. Compta amb dues torres i diversos edificis dependents.